# Вежица
Вежица (укр. Вежиця) — село, центр Вежицкого сельского совета Рокитновского района Ровненской области Украины.
Население по переписи 2001 года составляло 913 человек. Почтовый индекс — 34213. Телефонный код — 3635. Код КОАТУУ — 5625082201.

## Местный совет
34213, Ровненская обл., Рокитновский р-н, с. Вежица, ул. Центральная, 29.